# کاجیانو
کاجیانو (به ایتالیایی: Caggiano) یک کومونه در ایتالیا است که در استان سالرنو واقع شده‌است.

## خصوصیات
کاجیانو ۳۵ کیلومترمربع مساحت و ۲٬۸۷۱ نفر جمعیت دارد و ۸۲۸ متر بالاتر از سطح دریا واقع شده‌است.